# Monarque de Tahiti
Pomarea nigra
Espèce
Synonymes
- Muscicapa nigra[1]

Statut de conservation UICN

 CR B1ab(iii); D : 
En danger critique
Le Monarque de Tahiti' (Pomarea nigra), ōmāma'o en tahitien, est une espèce rare de passereaux de la famille des Monarchidae, qui se trouve sur l'île de Tahiti, en Polynésie française.

## Répartition

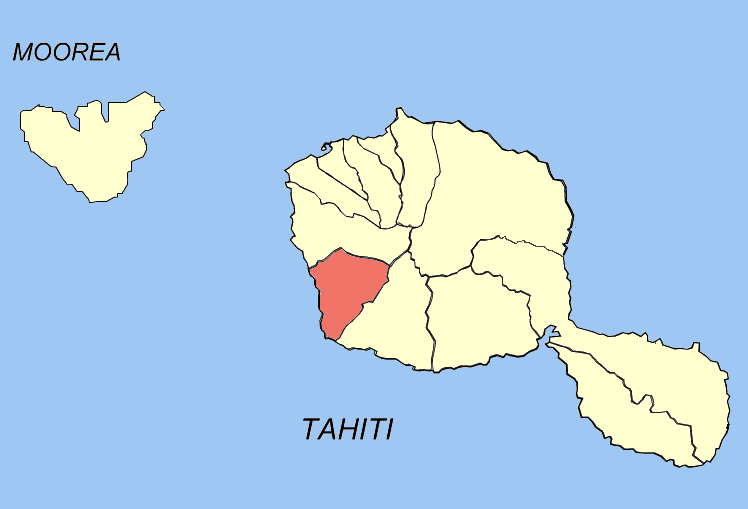
Commune de Paea à Tahiti.

Il est endémique de Tahiti, qui appartient à l'Archipel de la Société situé dans l'océan Pacifique. On ne le trouve qu'entre 80 et 400 m d'altitude, et l'arbre Neonauclea forsteri, appelé Mara en tahitien, est une caractéristique commune aux quatre vallées où il survit. Les sites de nidification sont souvent situés au fond de vallées, à proximité de cours d'eau permanents ou temporaires, avec un habitat dominé par des espèces végétales exotiques. Il est très territorial, se nourrissant à la fois dans la canopée et dans le sous-bois à la recherche d'insectes. La superficie de son habitat est estimée à 30 km2 dans la région proche de la ville de Paea.
C'est une espèce rare qui comptait seulement 27 oiseaux (12 couples) en 1998. Depuis 2004, l'espèce montre des signes de rétablissement, avec l'établissement de nouveaux couples dans les territoires abandonnés et le recrutement de jeunes oiseaux en 2008. Il reste moins de 50 individus matures vivants. Bien que les mesures de conservation intensives aient maintenant inversé le déclin et entraîné une augmentation substantielle de la population, la taille de la population demeure minime, et l'espèce est donc considérée comme étant en danger critique d'extinction depuis 1994.
Depuis 2020, après plus de vingt ans de sauvegarde la population de Monarque franchit la barre des 100 individus. Pour 2021, il est prévu de renforcer la population de Monarque de la vallée de Hopa, où 6 oiseaux nichent, en déplaçant de jeunes individus depuis les autres vallées.

## Description
Il mesure 15 cm de long. Son plumage est monochrome de couleur noire et son bec est bleu pâle. Les jeunes sont roux-cannelle et plus pâle en dessous.
Sa longévité est estimée à environ 7 ans.

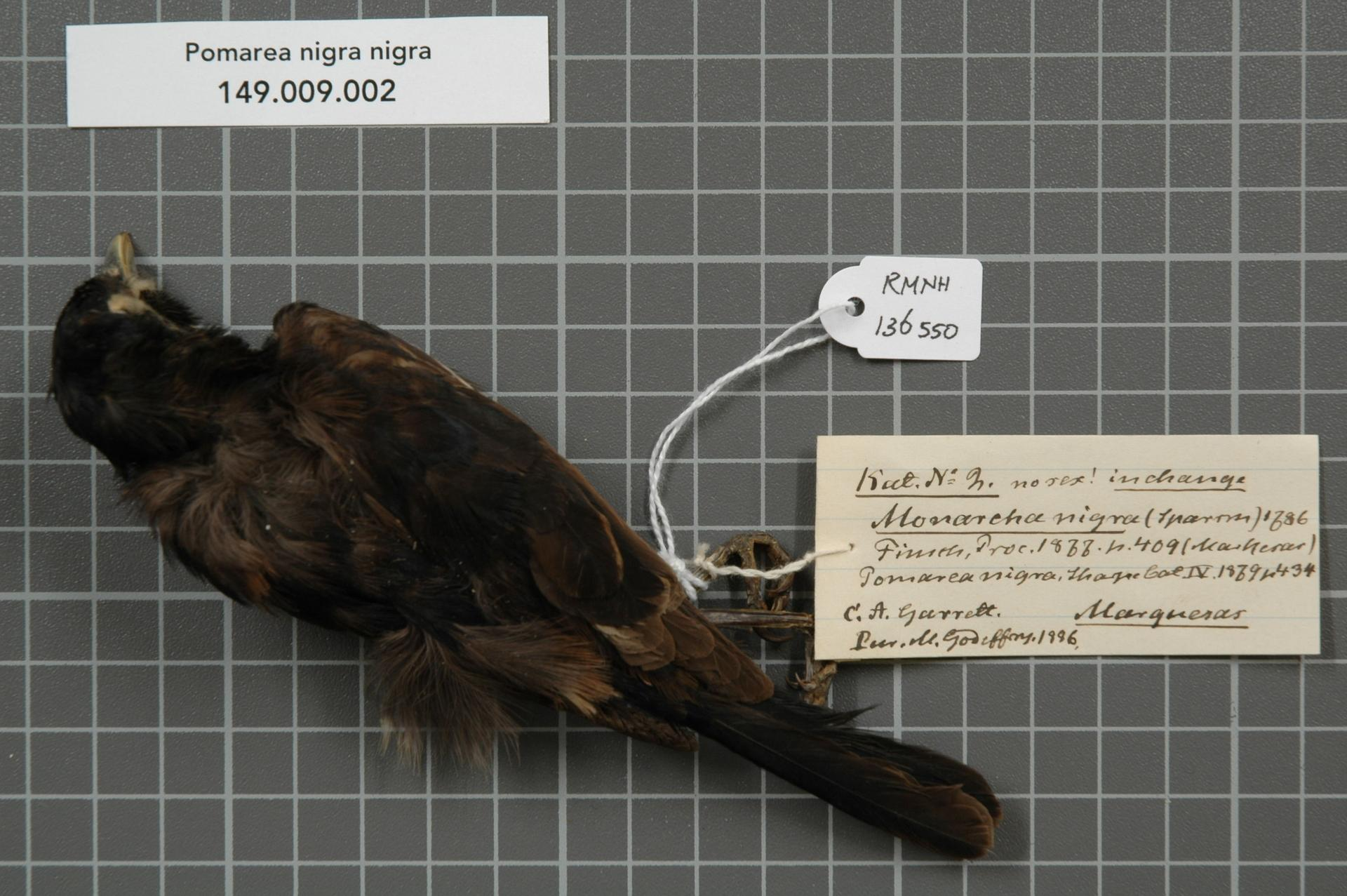
Pomarea nigra nigra
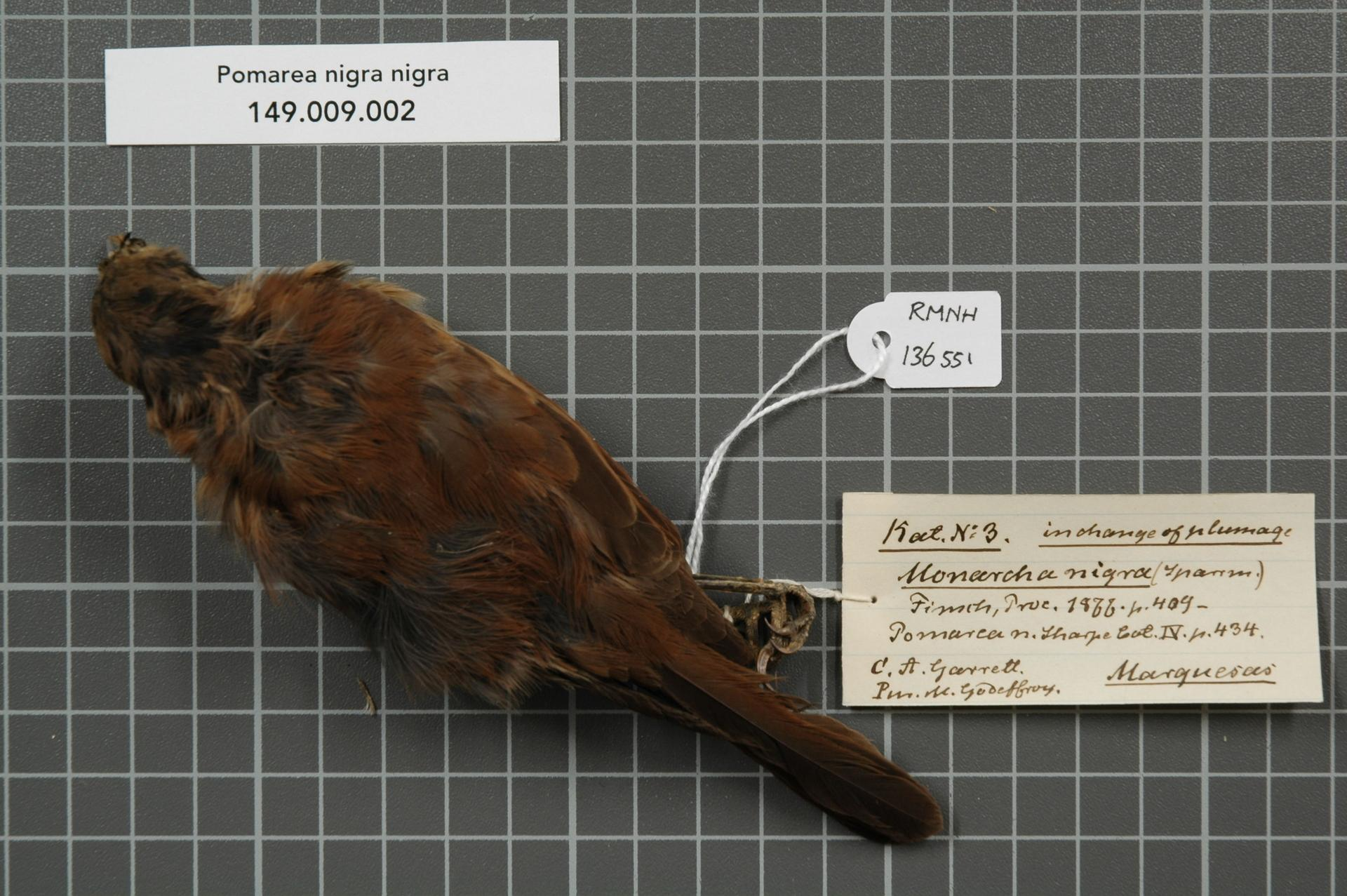
Jeune specimen de Pomarea nigra nigra

## Menaces
Les menaces qui pèsent sur l'espèce comprennent la dégradation de son habitat forestier par l'invasion d'espèces végétales exotiques, dont le cancer vert (Miconia calvescens) et le Tulipier du Gabon (Spathodea campanulata). La forêt est également dégradée par l'activité des chèvres. La prédation par les rats, particulièrement le rat noir (Rattus rattus) et les chats est une menace. Le martin-pêcheur vénéré de Tahiti (Todiramphus veneratus) est un concurrent. A ces menaces, s'ajoute celle de la petite fourmi de feu qui s'attaque à toutes les espèces indigènes qu'elle trouve.